# District de Luolong
Pour les articles homonymes, voir Luolong.
Le district de Luolong (chinois : 洛龙区 ; pinyin : Luòlóng qū) est une subdivision administrative de la province du Henan en Chine. Il est placé sous la juridiction de la ville-préfecture de Luoyang.